# Giancarlo Zizola
Giancarlo Zizola (Montebelluna, 13 aprile 1936 – Monaco di Baviera, 14 settembre 2011) è stato un giornalista e scrittore italiano.
Giornalista vaticanista, aveva cominciato la sua carriera con le cronache del Concilio Vaticano II, grazie alla segnalazione di Giovanni XXIII e del suo segretario Loris Capovilla.
Collaborò con numerose testate, tra cui Avvenire, Il Giorno, Panorama, Il Sole 24 Ore e - dal 2010 - La Repubblica.
Fu autore di diversi volumi dedicati alla storia della Chiesa, al Concilio Vaticano II ed in particolare alle figure dei papi del XX secolo.
Vinse il Premiolino nel 1973. Nel 1993 gli venne assegnato il Premio Colombe d'Oro per la Pace da parte dell'Istituto di Ricerche Internazionali Archivio Disarmo.

## Opere scelte
- Giancarlo Zizola, La restaurazione di papa Wojtyla, Roma-Bari, Laterza, 1985.
- Giancarlo Zizola, Dialogo della grande muraglia, Genova, Marietti, 1986.
- Giancarlo Zizola, Il futuro possibile, Soveria Mannelli, Rubbettino, 1987.
- Giancarlo Zizola, Le rose e le ortiche, Vicenza, La Locusta, 1988.
- Giancarlo Zizola, La Chiesa nei media, Torino, SEI, 1996.
- Giancarlo Zizola, Attualità di Francesco d'Assisi, Villa Verucchio, Pazzini, 1996.
- Giancarlo Zizola, Don Giovanni Rossi. L'utopia cristiana nell'Italia del '900, Assisi, Cittadella, 1997.
- Giancarlo Zizola, L'utopia di Giovanni XXIII, Assisi, Cittadella, 2000.
- Giancarlo Zizola, Giovanni XXIII. La fede e la politica, Roma-Bari, Laterza, 2000.
- Giancarlo Zizola, L'informazione in Vaticano. Da Pio IX a Giovanni Paolo II, Villa Verucchio, Pazzini, 2002.
- Giancarlo Zizola, L'altro Wojtyla. Riforma, restaurazione e sfide del millennio, Torino, Sperling & Kupfer, 2003.
- Giancarlo Zizola, La spada spezzata. Chiesa, guerra e «scontro di civiltà» nel Novecento, Milano, Ancora, 2005.
- Giancarlo Zizola, I papi del XX e XXI secolo. Da Leone XIII a Benedetto XVI, Roma, Newton Compton, 2005.
- Giancarlo Zizola, Il Conclave. Storia e segreti, Roma, Newton Compton, 2005.
- Giancarlo Zizola, Benedetto XVI. Un successore al crocevia, Torino, Sperling & Kupfer, 2005.
- Giancarlo Zizola, Fedi e poteri nella società globale, Assisi, Cittadella, 2007.
- Giancarlo Zizola, Santità e potere. Dal Concilio a Benedetto XVI: il Vaticano visto dall'interno, Torino, Sperling & Kupfer, 2009.